# Mateus Carreri
Mateus Carreri, em italiano Matteo Carreri (Mântua, 1420 — Vigévano, 5 de outubro de 1470), foi um religioso italiano proclamado beato pela Igreja Católica. É o padroeiro de Vigévano. Fazia parte da família nobre dos Carreri de Mântua Como religioso pertenceu à Ordem dos Pregadores (Dominicanos).